# Universiteit van Alicante
De Universiteit van Alicante (in het Valenciaans Universitat d'Alacant; acroniem UA) is een Spaanse openbare universiteit gevestigd in San Vicente del Raspeig, nabij Alicante. De instelling werd in 1979 opgericht vanuit het Centro de Estudios Universitarios dat reeds in 1968 bestond, met op zijn beurt als voorloper de Universiteit van Orihuela uit 1569.